# Han solo
Pour le personnage de la saga Star Wars, voir Han Solo.
Genre
Espèce
Han solo est une espèce de trilobites primitifs ayant vécu à l'Ordovicien moyen. Elle appartient à la famille des Diplagnostidae (ordre des Agnostida). C'est la seule espèce du genre Han. 

## Histoire de la découverte
Cette espèce a été décrite et nommée en 2005 par Samuel T. Turvey (d), sur la base de fossiles trouvés à Maocaopu, dans le nord Hunan, en Chine. La description repose sur un céphalon (« tête ») et deux pygidiums (« queue »). 
Officiellement, Samuel Turvey déclare qu'il a nommé le genre selon l'ethnie Han, car elle vient de Chine, et l'espèce solo car il s'agit de la seule espèce du genre Han.
Cependant, ses amis reconnaissent avoir parié avec Turvey qu'il nommerait une espèce en l'honneur d'un personnage de Star Wars. Il a donc choisi le personnage de Han Solo,.

## Publication originale
- (en) Samuel T. Turvey, « Agnostid trilobites from the Arenig–Llanvirn of South China », Royal Society of Edinburgh. Transactions. Earth and Environmental Science, vol. 95, nos 3-4,‎ septembre 2004, p. 527-542 (ISSN 0263-5933, 1473-7116, 1755-6929 et 1755-6910, OCLC 06471346, DOI 10.1017/S026359330000119X).